# 755 Quintilla
755 Quintilla eller 1908 CZ är en asteroid i huvudbältet, som upptäcktes 6 april 1908 av den amerikanske astronomen Joel Hastings Metcalf i Taunton. Den är uppkallad efter det italienska kvinnonamnet Quintilla. Det föreslogs av Arville D. Walker, då ingen tidigare asteroid hade ett namn som började med bokstaven Q.
Asteroiden har en diameter på ungefär 41 kilometer.